# Ngữ tộc Algonquin
Ngữ tộc Algonquin hay ngữ tộc Algonkia là một nhóm ngôn ngữ Mỹ bản địa, trong đó bao gồm hầu hết các ngôn ngữ trong Ngữ hệ Algic. Tên của ngữ tộc Algonquin được phân biệt với phương ngữ Algonquin tương tự về mặt hình học của người bản địa. Ngữ hệ Ojibwe (Chippewa), là thành viên cao cấp của gia đình Ngữ hệ Algonquia. Thuật ngữ "Algonquin" đã được đề xuất bắt nguồn từ chữ Maliseet elakómkwik (phát âm là [læˈɡomoɡwik]), "họ là người thân/đồng minh của chúng tôi". Một số Ngữ hệ Algonquia, giống như nhiều Ngữ hệ thổ dân Mỹ khác, hiện đã tuyệt chủng.
Những người nói Ngữ hệ Algonquia trải dài từ bờ biển phía đông Bắc Mỹ đến dãy núi Rocky. Các proto-Ngữ hệ mà từ đó tất cả các Ngữ hệ của gia đình xuống, Proto-Algonquia, được nói khoảng 2.500 đến 3.000 năm trước đây. Không có sự đồng thuận về mặt học thuật về nơi Ngữ hệ này được nói.